# Saša Kopljar
Saša Kopljar (Osijek, 25. rujna 1962.), hrvatski televizijski voditelj, urednik i novinar.

## Životopis
Saša Kopljar hrvatski je novinar i trenutni voditelj središnje informativne emisije Dnevnik Nove TV. S HRT-a je na Novu TV prešao u siječnju 2004. kad je vodio informativnu emisiju 24 sata.

## Privatni život
Sin je hrvatske glumice i operne pjevačice Gite Šerman Kopljar.

## Voditeljske uloge
- Dnevnik Nove TV kao voditelj (2005.-danas)
- 24 sata kao voditelj (2004. – 2005.)
- Dnevnik HTV-a kao voditelj (1991. – 2003.)

## Sinkronizacija
- "Avanture obitelj Bigfoot" kao voditelj vijesti (2021.)

## Vanjske poveznice
- Stranica informativnog programa Nove TV